# Alexandra Sophie
Pour les articles homonymes, voir Sophie.
Alexandra Sophie, née le 30 septembre 1992 à Belfort (Franche-Comté), est une photographe française principalement connue pour ses clichés colorés de femmes pris dans la nature.

## Biographie

### Enfance et débuts
L'intérêt pour la photographie d'Alexandra Sophie remonte au moment où ses parents lui donnent des appareils photo jetables lors des sorties scolaires. 
Élevée en Franche-Comté, Alexandra Sophie arrête sa scolarité à 14 ans pour des raisons médicales, et se passionne pour la photographie. Elle se fait repérer dans le milieu de l'art puis de la mode en partageant ses photographies sur les sites de deviantArt et de flickR.

### Carrière
En 2013, Alexandra réalise une première série pour Vogue[réf. nécessaire] qui sera exposée à la OpenHouse gallery de New York[réf. nécessaire]. L'année suivante, dans les prés, elle réalise la campagne publicitaire de Cacharel. Il s'ensuit une collaboration régulière avec les magazines Vogue Japon, Vogue Chine, Harper's Bazaar Royaume Uni et des marques telles que Swarovski, Boucheron et Becca[réf. nécessaire].

## Distinctions
En 2018, à l'âge de 25 ans, le magazine Forbes nomme Alexandra Sophie Forbes 30 Under 30,.